# Simeulue (Sprache)
Simeulue oder Mae o ist eine auf der vor Sumatra gelegenen Insel Simeulue gesprochene Sprache. Sie gehört zum Nordwest-Sumatra-Zweig der malayo-polynesischen Sprachen innerhalb der austronesischen Sprachen.
Es gibt folgende Dialekte:
- Defayan: (in den Distrikten Teupah Selatan, Simeulue Timur, Teupah Barat und Teluk Dalam)
- Simolol (Prestigedialekt): um Kampung Aie und Simeulue Tengah